# Rosyjski Oddział Wojskowy w Hengdaohezi
Rosyjski Oddział Wojskowy w Hengdaohezi (ros. Ханьдаохэцзыский русский военный отряд) – ochotnicza jednostka wojskowa złożona z białych Rosjan w Mandżukuo.
Jednostka powstała prawdopodobnie w styczniu 1944 r. w stanicy Hengdaohezi we wschodniej części Mandżukuo. Wchodziła w skład Rosyjskich Oddziałów Wojskowych Armii Mandżukuo, dowodzonych przez ppłk. Gurgena Nagoliana. Według źródeł sowieckiego wywiadu składała się z dwóch kompanii. Na jej czele stał mjr Gukajew, szefem sztabu był kpt. Jadygin, adiutantem – praporszczik Pawłow, oficerem do specjalnych poruczeń – por. Bogatyr. 1 kompanią dowodził por. Plieszko, 2 kompanią – por. Łognienko, a następnie por. Szemko. Funkcję inspektora oddziału pełnił Japończyk kpt. Sibata, a następnie kpt. Kamimura, którzy jednocześnie stali na czele japońskiej misji wojskowej w stanicy Hengdaohezi. Rosjanie byli uzbrojeni w karabiny Arisaka pochodzące z arsenału w Mukdenie, kilka karabinów maszynowych i wyrzutni granatów. Szkolenie wojskowe było prowadzone na podstawie rosyjskich regulaminów wojskowych z czasów carskiej Rosji. W marcu 1945 r. oddział liczył 150-160 żołnierzy. Rozpadł się w wyniku sowieckiej ofensywy na Mandżukuo i Chiny w sierpniu tego roku.